# Стерпаре (Фрозиноне)
Стерпаре је насеље у Италији у округу Фрозиноне, региону Лацио.
Према процени из 2011. у насељу је живело 67 становника. Насеље се налази на надморској висини од 418 м.